# Bornova řada
Bornovou řadou se rozumí rozvoj různých rozptylových veličin v kvantové teorii rozptylu do řady v mocninách interakčního potenciálu {\displaystyle V} (přesněji v mocninách {\displaystyle G_{0}V,} kde {\displaystyle G_{0}} je Greenův operátor pro volnou částici). Omezením se na členy do prvního řádu dostaneme Bornovu aproximaci. Tato řada se dá chápat jako mocninná řada ve vazbové konstantě, kterou zavedeme substitucí {\displaystyle V\to \lambda V}. Rychlost a poloměr konvergence Bornovy řady jsou dány vlastními čísly operátoru {\displaystyle G_{0}V}. Obecně lze říci, že první členy Bornovy řady dobře aproximují příslušnou veličinu pro "slabý" potenciál {\displaystyle V} a pro velkou srážkovou energii.

## Bornova řada pro rozptylové stavy
Bornovu řadu pro rozptylové stavy můžeme zapsat následovně
{\displaystyle |\psi \rangle =|\phi \rangle +G_{0}(E)V|\phi \rangle +[G_{0}(E)V]^{2}|\phi \rangle +[G_{0}(E)V]^{3}|\phi \rangle +\dots }
Lze ji odvodit iterováním Lippmanovy-Schwingerovy rovnice
{\displaystyle |\psi \rangle =|\phi \rangle +G_{0}(E)V|\psi \rangle .}
Greenův operátor {\displaystyle G_{0}} volné částice, který se zde vyskytuje může být retardovaný/advanceovaný nebo ve smyslu hlavní hodnoty, pokud požadujeme retardované {\displaystyle |\psi ^{(+)}\rangle }, advanceované {\displaystyle |\psi ^{(-)}\rangle } nebo rozptylové řešení ve smyslu stojaté vlny {\displaystyle |\psi ^{(P)}\rangle }.
První iteraci dostaneme nahrazením rozptylového řešení {\displaystyle |\psi \rangle } vlnovou funkcí volné částice {\displaystyle |\phi \rangle } na pravé straně Lippmannovy-Schwingerovy rovnice a dostaneme tak první Bornovu aproximaci.
Pro druhou iteraci dosadíme na pravou stranu první Bornovu aproximaci. Výsledek se nazývá druhá Bornova aproximace. Obecně pro obdržení n-té Bornovy aproximaci vezmeme n členů řady. Bornovu řadu můžeme formálně vysčítat jako geometrickou řadu s kvocientem daným operátorem {\displaystyle G_{0}V}. Tak dostaneme formální řešení Lippmannovy-Schwingerovy rovnice ve tvaru
{\displaystyle |\psi \rangle =[I-G_{0}(E)V]^{-1}|\phi \rangle =[V-VG_{0}(E)V]^{-1}V|\phi \rangle .}

## Bornova řada pro T-matici
Bornovu řadu můžeme napsat také pro další rozptylové veličiny jako je T-matice, která je úzce spojená s amplitudou rozptylu.
Iterováním Lippmannovy-Schwingerovy rovnice pro T-matici dostaneme
{\displaystyle T(E)=V+VG_{0}(E)V+V[G_{0}(E)V]^{2}+V[G_{0}(E)V]^{3}+\dots }
V případě T-matice je za {\displaystyle G_{0}} potřeba dosadit retardováný Greenův operátor {\displaystyle G_{0}^{(+)}(E)}. Greenův operátor ve smyslu hlavní hodnoty pak vede na K-matici.

## Bornova řada pro plný Greenův operátor
Lippmannova-Schwingerova rovnice pro Greenův operátor se nazývá rezolventní rovnice (rezolventní identita)
{\displaystyle G(E)=G_{0}(E)+G_{0}(E)VG(E).}
Řešením této rovnice dostaneme Bornovu řadu pro plný Greenův operátor {\displaystyle G(E)=(E-H+i\epsilon )^{-1}}
{\displaystyle G(E)=G_{0}(E)+G_{0}(E)VG_{0}(E)+[G_{0}(E)V]^{2}G_{0}(E)+[G_{0}(E)V]^{3}G_{0}(E)+\dots }